# Józef Olędzki (1894–1941)

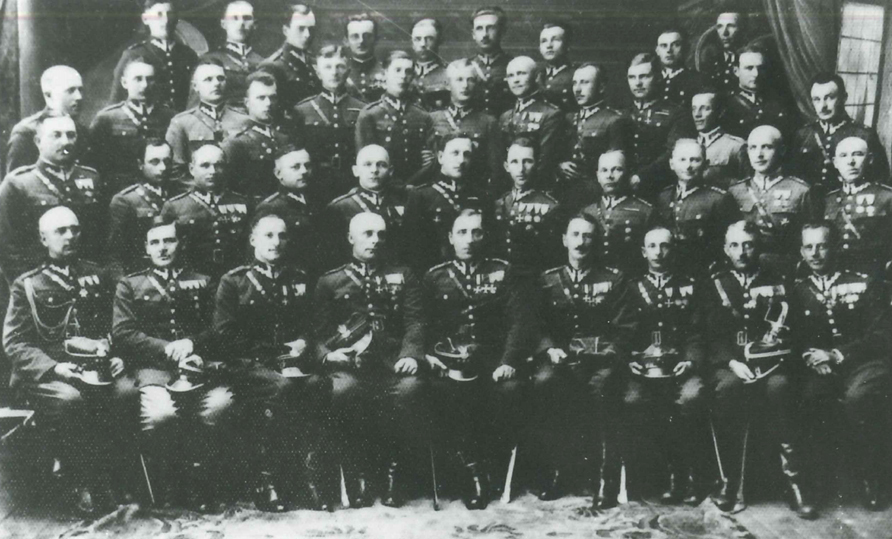
Korpus oficerski 14 pp w dniu 11 listopada 1933. W I rzędzie od góry, jako czwarty od lewej stoi kpt. dypl. Józef Olędzki.

Józef Olędzki (ur. 18 września 1894 r. w Siedlcach, zm. 20 maja 1941 r. w Mińsku w BSRR) – major dyplomowany piechoty Wojska Polskiego II Rzeczypospolitej, działacz niepodległościowy, ofiara sowieckich represji.

## Życiorys
Urodził się 18 września 1894 r. w Siedlcach jako syn Aleksandra i Teodory z Ganowskich. Posiadał pięcioro rodzeństwa – czterech braci: Stanisława, Jerzego, Ludwika i Wacława (ur. 16 czerwca 1899 r. w Siedlcach, urzędnika skarbowego, odznaczonego Medalem Niepodległości) oraz siostrę Wandę.
Należał do Polskiej Organizacji Wojskowej, w której otrzymał stopień podchorążego. W Wojsku Polskim służył od 29 listopada 1918 roku – początkowo w szeregach 22 pułku piechoty. Następnie przeniesiony do batalionu zapasowego 34 pułku piechoty, skąd w III kwartale 1920 r. przeniesiono go do batalionu zapasowego 22 pułku piechoty (posiadał wówczas rangę podporucznika). Następnie mianowany warunkowo porucznikiem. Dekretem Naczelnego Wodza z 21 grudnia 1920 (dekret L. 2455) został mianowany porucznikiem w piechocie - z dniem 1 kwietnia 1920, jako żołnierz z grupy byłych Legionów Polskich.
Na dzień 1 czerwca 1921 roku pełnił w stopniu porucznika służbę w 22 pułku piechoty. Dekretem Naczelnika Państwa i Wodza Naczelnego z dnia 3 maja 1922 r. (dekret L. 19400/O.V.) został zweryfikowany w tymże stopniu, ze starszeństwem z dniem 1 czerwca 1919 roku i 1639. lokatą w korpusie oficerów piechoty. W 1923 roku jako nadetatowy oficer 22 pułku piechoty pełnił funkcję oficera placu w Siedlcach i zajmował 1464. lokatę wśród poruczników piechoty. Od roku 1924 był słuchaczem I Rocznika (uczniem etatowym) Wyższej Szkoły Wojennej, w grupie oficerów piechoty. Zajmował w tym czasie już 607. lokatę pośród poruczników korpusu piechoty, pozostając nadal oficerem nadetatowym 22 pp. Jako absolwent V promocji Wyższej Szkoły Wojennej (1924–1926), zyskał prawo do używania tytułu oficera Sztabu Generalnego (SG). Po otrzymaniu dyplomu por. Józef Olędzki został, z dniem 11 października 1926 r., przydzielony do 3 Dywizji Piechoty Legionów. 
Zarządzeniem B.P.L. 3989/III Prezydenta RP Ignacego Mościckiego z dnia 12 kwietnia 1927 r. awansowany na stopień kapitana, ze starszeństwem z dniem 1 stycznia 1927 roku i 106. lokatą w korpusie oficerów piechoty. W czerwcu 1927 r. opublikowano zarządzenie Ministra Spraw Wojskowych o przydzieleniu, w korpusie oficerów piechoty, kpt. S.G. Józefa Olędzkiego z 3 DP Leg. do Oddziału I Sztabu Generalnego - na stanowisko referenta. W roku 1928 przynależał do kadry oficerów piechoty (pozostając wciąż nadetatowym oficerem 22 pułku piechoty) i nadal służył w Oddziale I Sztabu Generalnego. Zajmował wówczas 104. lokatę wśród kapitanów piechoty ze swego starszeństwa. W roku 1930 pełnił służbę w Oddziale II Sztabu Głównego i zajmował 1485. lokatę łączną wśród kapitanów piechoty (była to 96. lokata w starszeństwie). W grudniu tego roku kpt. dypl. Józef Olędzki zajmował stanowisko kierownika Referatu Organizacyjnego, Personalnego i Mobilizacyjnego w Wydziale I Oddziału II Sztabu Głównego.
W roku 1932 jako kapitan dyplomowany piechoty służył nadal w Sztabie Głównym, zajmując w tym czasie 89. lokatę w swoim starszeństwie. Zarządzeniem ministra spraw wojskowych, marszałka Józefa Piłsudskiego, opublikowanym w dniu 9 grudnia 1932 r., został przeniesiony (w korpusie oficerów piechoty) ze Sztabu Głównego do 14 pułku piechoty z Włocławka. Służąc we włocławskim pułku zajmował na dzień 1 lipca 1933 roku – 1131. lokatę łączną wśród kapitanów piechoty (była to 86. lokata w starszeństwie). W dniu 21 września 1933 r. odnotowany został na stanowisku dowódcy 3 kompanii ckm 14 pp. W pierwszym półroczu 1934 roku przeniesiono kpt. dypl. Józefa Olędzkiego z 14 pułku piechoty do Sztabu Głównego. Od dnia 25 lutego 1934 r. zajmował stanowisko szefa Ekspozytury Nr 1 Oddziału II Sztabu Generalnego WP, prowadzącej wywiad ofensywny przeciwko ZSRR, Litwie i Łotwie.
Pełniąc służbę w Sztabie Głównym – na dzień 5 czerwca 1935 roku zajmował 936. lokatę łączną pośród kapitanów korpusu piechoty (71. lokatę w swoim starszeństwie). Ekspozyturą Nr 1 w Wilnie kierował do 1936 roku. Następnie został przeniesiony do 30 pułku piechoty, stacjonującego w Warszawie. 
Awansowany do stopnia majora piechoty został ze starszeństwem z dniem 19 marca 1937 r. i 57. lokatą. 
Na dzień 23 marca 1939 roku zajmował nadal 57. lokatę wśród majorów korpusu piechoty w swoim starszeństwie i pełnił funkcję kierownika Referatu Operacyjnego w Wydziale Opisowym Wojskowego Instytutu Geograficznego. Tego samego dnia mjr dypl. Józef Olędzki został przeniesiony na stanowisko szefa Oddziału II Samodzielnej Grupy Operacyjnej „Narew”. Wspomagać go w pracy na tym stanowisku miał kpt. dypl. Felicjan Majorkiewicz (dotychczas niemający doświadczenia na tym odcinku pracy). 
Podczas kampanii wrześniowej faktycznie nie pełnił służby na stanowisku szefa Oddziału II w sztabie Grupy Operacyjnej „Narew”. Uniknął niemieckiej niewoli i we wrześniu 1939 roku został internowany na Litwie . Następnie przebywał na internowaniu w jednym z obozów na terytorium Łotwy. Po sierpniu 1940 r. wraz z pozostałymi internowanymi Polakami został przejęty przez Sowietów i przeniesiony do obozu juchnowskiego. 1 listopada 1940 roku aresztowany przez Rosjan i przewieziony do Mińska, gdzie w dniu 5 lutego 1941 r. sporządzono przeciwko niemu akt oskarżenia . Na podstawie wyroku Trybunału Wojennego Zachodniego Specjalnego Okręgu Wojskowego Białoruskiej Socjalistycznej Republiki Radzieckiej z dnia 27 marca 1941 r. – Józef Olędzki został skazany na karę śmierci  (rozstrzygnięcie to zostało utrzymane w mocy wyrokiem Wojskowego Kolegium Sądu Najwyższego ZSRR z 21 kwietnia 1941 roku). Wyrok śmierci wykonano w dniu 20 maja 1941 r. w Mińsku na terenie Białoruskiej SRR. Sąd Najwyższy Republiki Białorusi wyrokiem z dnia 1 sierpnia 1995 r. zrehabilitował mjr. dypl. Józefa Olędzkiego .
Józef Olędzki żonaty był z Ireną, z którą miał dwóch synów: Andrzeja (ur. 1928) i Jacka (ur. 1933) . Obydwaj synowie uzyskali tytuły naukowe profesorów.

## Ordery i odznaczenia
- Krzyż Niepodległości (12 marca 1931)[37]
- Krzyż Walecznych (trzykrotnie)[38]
- Srebrny Krzyż Zasługi (19 marca 1931)[39]
- Odznaka pamiątkowa Polskiej Organizacji Wojskowej[40]